# Hroznová Lhota
Hroznová Lhota (německy Hrozna Lhotta) je obec v okrese Hodonín v Jihomoravském kraji. Leží na severním břehu říčky Veličky asi pět kilometrů jižně od Veselí nad Moravou, v dolňácké oblasti Moravského Slovácka na úpatí Bílých Karpat v nadmořské výšce 207 metrů na katastrální ploše 908 hektarů. Žije zde přibližně 1 100 obyvatel.

## Historie
První písemná zmínka o obci pochází z roku 1447. Obec nazývaná Lhota nesla dříve přívlastek Veselská (podle příslušnosti k veselskému panství), teprve koncem 16. století se jméno změnilo na Hroznová Lhota. Na žádost majitele ostrožského panství Jana z Kunovic byla vesnice 15. července 1560 povýšena císařem Ferdinandem I. na městečko, kterému byl udělen znak v podobě dvou zkřížených révových ratolestí se zelenými hrozny na červeném pozadí.
15. března 1939 v Hroznové Lhotě vydali představitelé etnografické skupiny Národopisná Morava Jan Uprka a učitel Josef Vávra prohlášení o příslušnosti Moravských Slováků ke slovenskému národu a suverenitě Slovenského státu (který byl vyhlášen předchozí den) nad Slováckem. V době druhé světové války pak Národopisná Morava vyvíjela kolaborantské aktivity a do Hroznové Lhoty zajíždělo mnoho prominentních nacistů.
V šedesátých až osmdesátých letech 20. století došlo k nebývalému rozvoji obce, k čemuž přispělo vybudování veškeré občanské vybavenosti potřebné ke zkvalitnění života občanů. To se projevilo ve spokojenosti a oblíbenosti obce a tím i na nárůstu počtu obyvatel. Obec se stala příjemným místem k životu jak pro starousedlíky, tak pro nově narozené nebo příchozí spoluobčany.
Po roce 1989, kdy došlo k významným systémovým změnám ve společnosti, se obyvatelstvo postupně přizpůsobuje novým podmínkám. Zejména ukončení provozu mnoha průmyslových odvětví v okolních městech a rovněž zásadní změny v zemědělství ovlivňují zaměstnanost místních obyvatel a z toho vyplývající kvalitu života.

## Přírodní poměry

### Podnebí

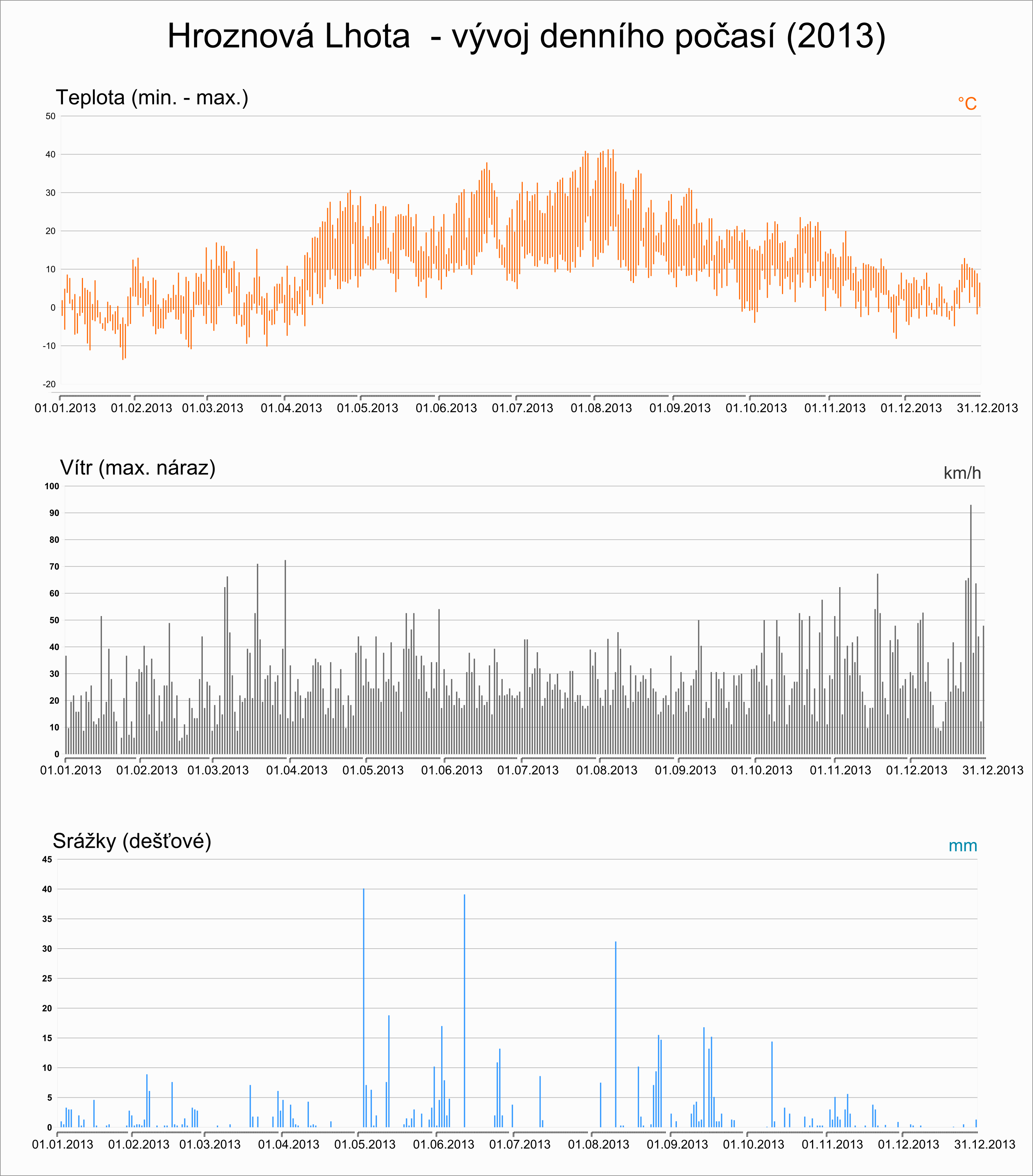
Teplota, vítr a srážky v roce 2013

Podnebí v Hroznové Lhotě je ovlivněno mírným kontinentálním podnebím. Velký vliv má Golfský proud, který zajišťuje příznivější teploty a stabilnější počasí. Větry vanoucí od severu či od Alp však dokážou během několika hodin velmi výrazně změnit aktuální teplotu. V Hroznové Lhotě se lze za celý rok setkat s velkým suchem, silnými bouřemi s krupobitím a poryvy větru k 80 km/h, sněhem či mlhami.
- Jaro v Hroznové Lhotě bývá hodně proměnlivé. Dokáže překvapit sněhovými srážkami ale také příjemnými teplotami k +20 °C.
- Léta jsou suchá s občasnými silnými bouřkami. Teploty vystupují až k +38 °C. Nejchladnější jsou rána (+17 °C)
- Podzim postupně přechází od horkého léta k ochlazení a denním teplotám pod +15 °C.
- Zima je v Hroznové Lhotě chladná s teplotami kolem -8 °C až +2 °C. Poslední roky je zima mírnější ale větrnější. Prosinec bývá ještě poměrně teplý (-2 °C až +5 °C). Leden a únor připraví chladnější teploty -5 °C někdy (-10 °C). Dříve zde bylo více sněhových srážek a teploty se občas přiblížily až -15 °C či k -20 °C,

Celoročně byla teplota v roce 2013 v rozmezí od +41,3 °C do -13,7 °C. Průměrná celoroční teplota je +10,2 °C. Srážky za rok 2013 byly 560 mm.

## Obyvatelstvo
| Rok            | 1869 | 1880  | 1890  | 1900  | 1910  | 1921  | 1930  | 1950  | 1961  | 1970  | 1980  | 1991  | 2001  | 2011  | 2021  |
| -------------- | ---- | ----- | ----- | ----- | ----- | ----- | ----- | ----- | ----- | ----- | ----- | ----- | ----- | ----- | ----- |
| Počet obyvatel | 992  | 1 027 | 1 050 | 1 098 | 1 093 | 1 147 | 1 009 | 1 067 | 1 264 | 1 268 | 1 346 | 1 306 | 1 274 | 1 225 | 1 129 |
| Počet domů     | 198  | 216   | 224   | 233   | 250   | 255   | 274   | 285   | 293   | 323   | 344   | 389   | 389   | 398   | 424   |

## Samospráva
V letech 1990 až 2018 byl starostou obce Petr Hanák.
Na ustavujícím zasedání zastupitelstva 30. října 2018 byla starostkou obce zvolena Jitka Vašicová.

## Obecní symboly
Vlajka byla obci udělena rozhodnutím předsedy Poslanecké sněmovny Parlamentu České republiky dne 21. června 1999.

## Pamětihodnosti
V obci nejsou žádné chráněné památky. Nejvýznamnější památkou je kostel svatého Jana Křtitele, vybudovaný v roce 1654 a přestavěný v roce 1902 v historizujícím slohu. Interiér byl zmodernizován v letech 1986–1989.
Architektonickou zajímavostí je dům a bývalý ateliér malíře Joži Uprky, přestavěný v roce 1904 podle projektu architekta Dušana Jurkoviče. Na přelomu století hostil řadu kulturních osobností, např. Aloise a Viléma Mrštíkovy nebo Zdenku Braunerovou. V roce 1902 navštívil Hroznovou Lhotu francouzský sochař Auguste Rodin. Dům je v majetku malířova vnuka, nachází se na soukromém pozemku a není přístupný veřejnosti.

## Knihovna
Knihovna, která slouží také jako místní turistické informační centrum, se nachází v prostorách Kulturního domu v Hroznové Lhotě. První psané zmínky o knihovně v obci pochází z roku 1931. Knihovnu v té době založil a jako první knihovník sloužil pan František Nálepa, který působil také jako řídící učitel v místní škole.
Od roku 1982 je knihovna knihovnou profesionální a spadá pod regionální služby Městské knihovny Hodonín. V roce 2019 zde bylo registrováno asi 150 čtenářů a knihovní fond obsahoval přes 9 000 svazků. K dispozici byly také 3 počítače s možností přístupu na internet.

## Osobnosti
- Narodil se zde profesor MUDr. František Šantavý, DrSc., (1915–1983), vedoucí chemického ústavu Univerzity Palackého v Olomouci
- V Hroznové Lhotě pracoval a žil akademický malíř Joža Uprka (1861–1940)
- V obci žil a pracoval akademický sochař Leopold Velan (1906–1989), autor sochy na pomníku padlým u kostela svatého Jana Křtitele
- V Hroznové Lhotě se narodil a žil Josef Pavlica (1851–1906), zemský poslanec a starosta obce, nositel záslužného kříže s korunou a člen mnoha spolků
- Jura Sosnar-Honzák (1914–1989), politik, poslanec
- Josef Uprka (* 1939), sochař a zvonař
- V letech 2012–2013 zviditelnil obec mezi fanoušky hudby mladý pseudoumělec a internetový mem Martin Kubíček s přezdívkou Metrix Steel amatérsky provozující rap, breakdance, beatbox, parkour a elektro boogie[14][15][16][17][18]

## Galerie

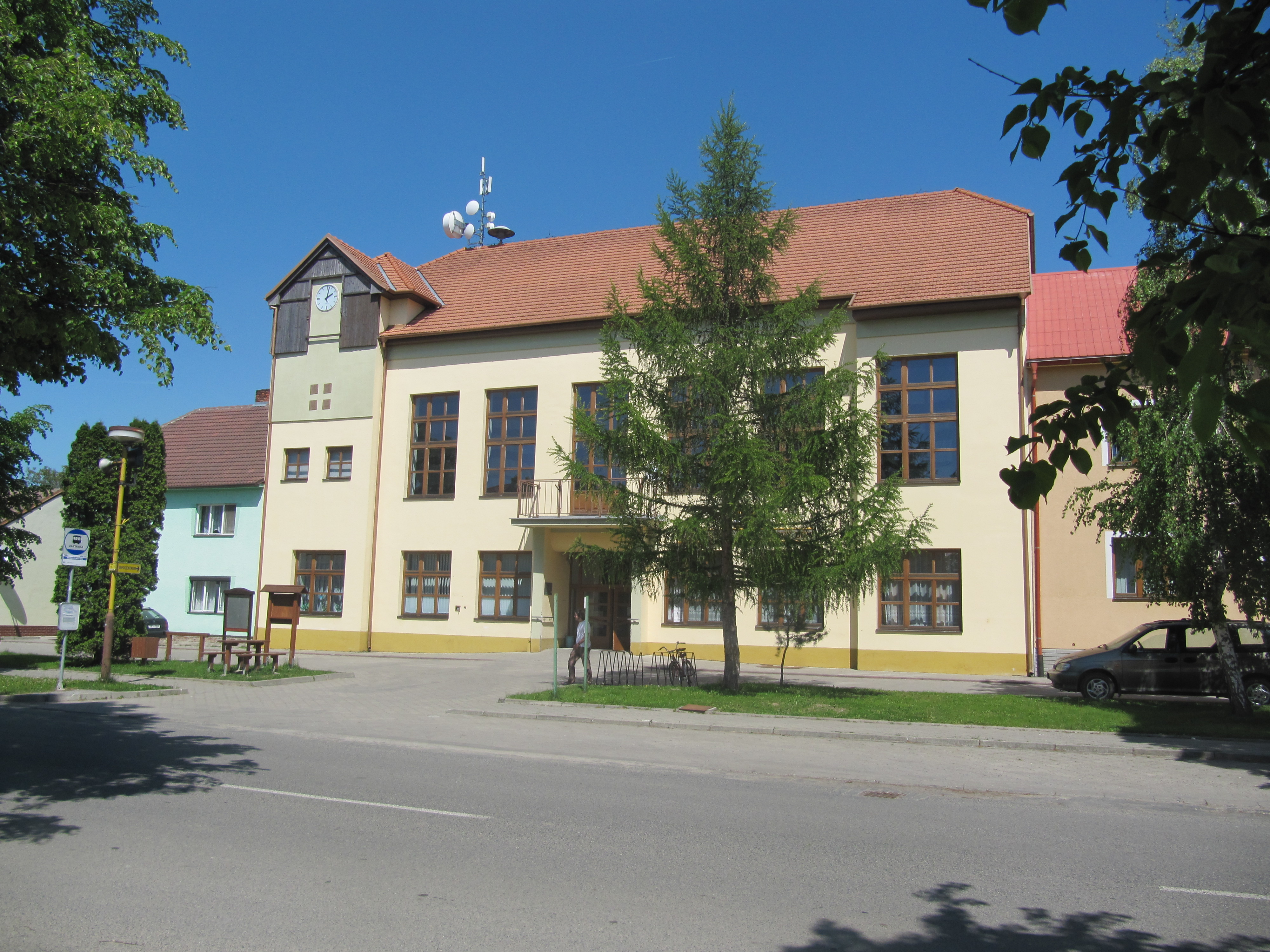
Lidový dům
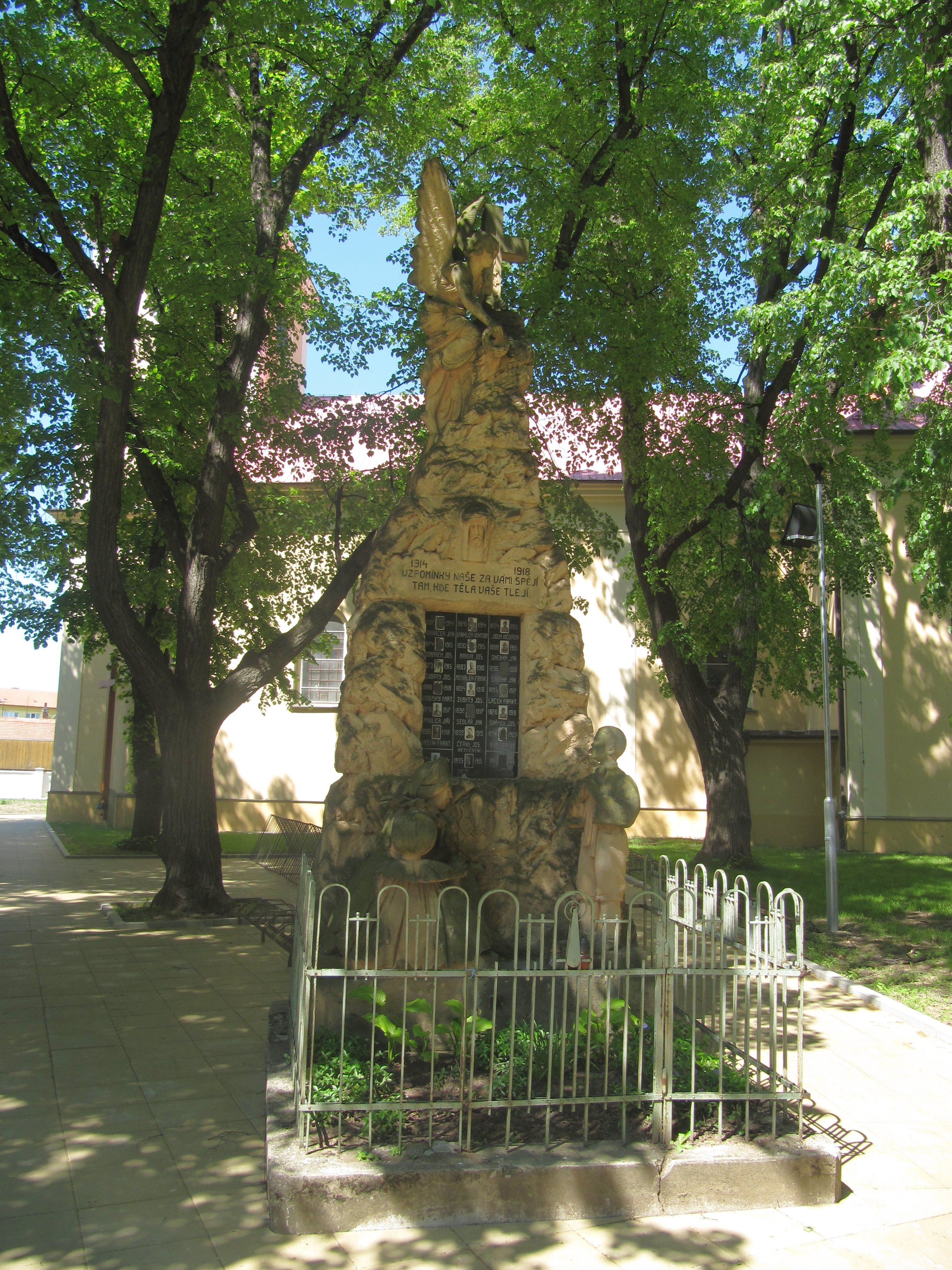
Pomník obětem první světové války
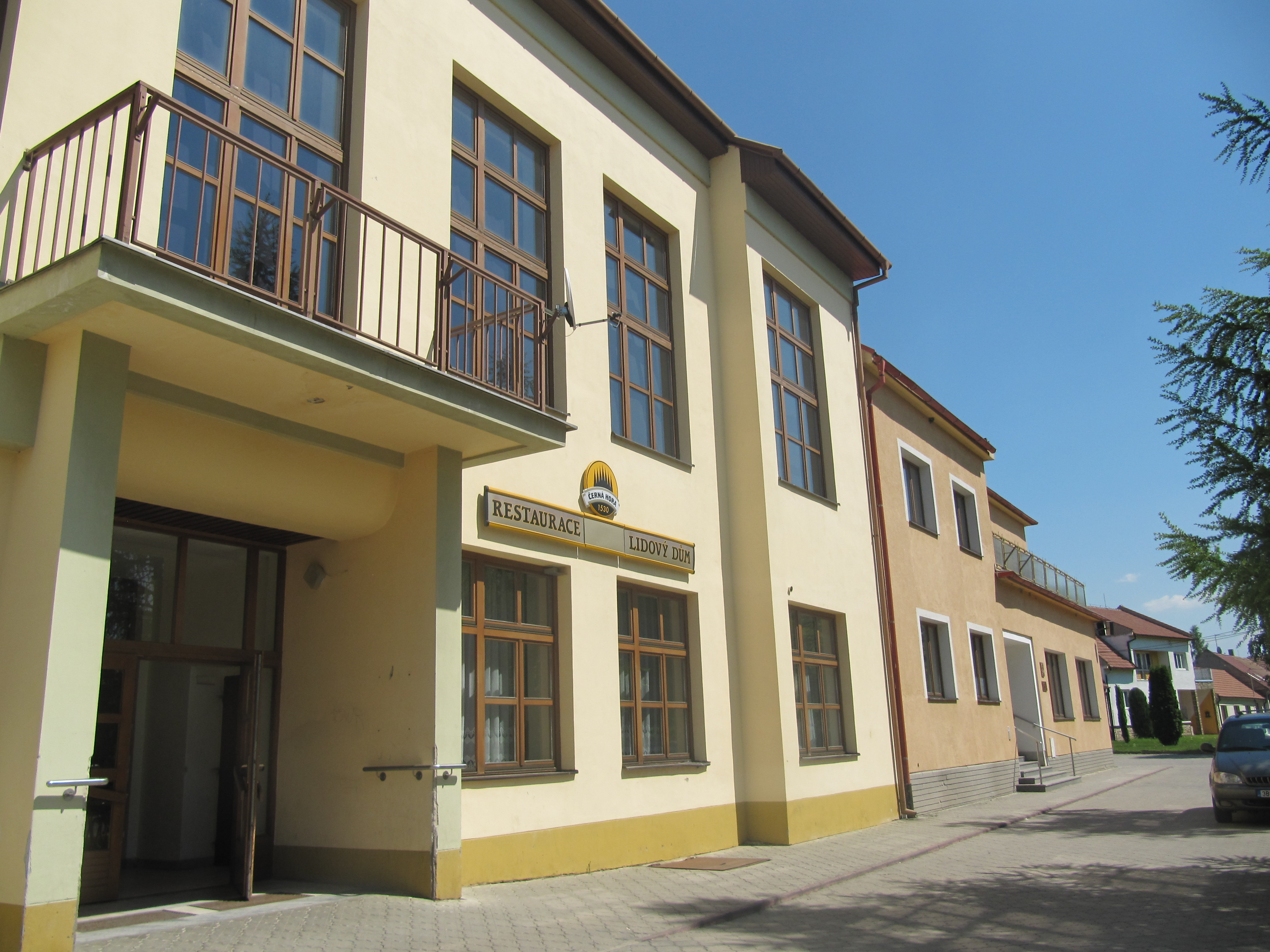
Obecní úřad
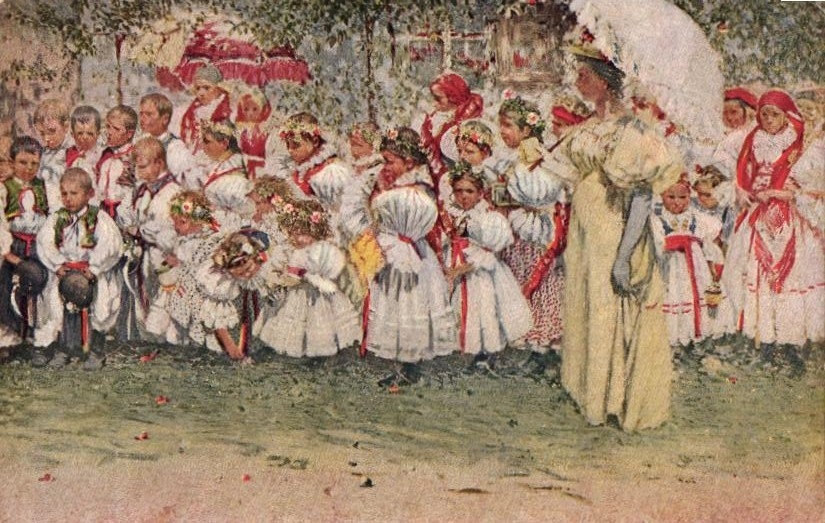
Jožka Uprka: Boží tělo v Hroznové Lhotě